# Natalja Razumowska
Natalja Wiktorowna Razumowska (ros. Наталья Викторовна Разумовская; ur. 18 sierpnia 1975 w Moskwie) – rosyjska narciarka, specjalistka narciarstwa dowolnego. Jej największym sukcesem jest złoty medal w balecie narciarskim wywalczony na mistrzostwach świata w Meringen. Nigdy nie startowała na igrzyskach olimpijskich. Najlepsze wyniki w Pucharze Świata osiągnęła w sezonie 1997/1998, kiedy to zajęła 6. miejsce w klasyfikacji generalnej, a w klasyfikacji baletu była trzecia. W sezonie 1998/1999 była druga w klasyfikacji baletu.
W 2000 r. zakończyła karierę.

## Osiągnięcia

### Mistrzostwa świata
| Miejsce | Dzień    | Rok  | Miejscowość | Konkurencja      | Zwycięzca |
| ------- | -------- | ---- | ----------- | ---------------- | --------- |
| 1.      | 11 marca | 1999 | Meiringen   | Balet narciarski | -         |

### Puchar Świata

#### Miejsca w klasyfikacji generalnej
- sezon 1995/1996: 10.
- sezon 1996/1997: 32.
- sezon 1997/1998: 6.
- sezon 1998/1999: -

#### Miejsca na podium
1. La Plagne – 14 grudnia 1995 (Balet) – 3. miejsce
2. La Plagne – 14 grudnia 1995 (Balet) – 3. miejsce
3. Breckenridge – 18 stycznia 1996 (Balet) – 1. miejsce
4. Breckenridge – 18 stycznia 1996 (Balet) – 1. miejsce
5. Mont Tremblant – 25 stycznia 1996 (Balet) – 2. miejsce
6. Mont Tremblant – 26 stycznia 1996 (Balet) – 2. miejsce
7. Oberjoch – 10 lutego 1996 (Balet) – 2. miejsce
8. Oberjoch – 10 lutego 1996 (Balet) – 2. miejsce
9. Hundfjället – 8 marca 1996 (Balet) – 2. miejsce
10. Hundfjället – 8 marca 1996 (Balet) – 2. miejsce
11. Kirchberg – 19 lutego 1997 (Balet) – 2. miejsce
12. Hasliberg – 1 marca 1997 (Balet) – 3. miejsce
13. Hasliberg – 1 marca 1997 (Balet) – 3. miejsce
14. Altenmarkt – 8 marca 1997 (Balet) – 3. miejsce
15. Altenmarkt – 8 marca 1997 (Balet) – 2. miejsce
16. Mont Tremblant – 8 stycznia 1998 (Balet) – 3. miejsce
17. Mont Tremblant – 9 stycznia 1998 (Balet) – 2. miejsce
18. Whistler Blackcomb – 23 stycznia 1998 (Balet) – 1. miejsce
19. Breckenridge – 29 stycznia 1998 (Balet) – 2. miejsce
20. Breckenridge – 29 stycznia 1998 (Balet) – 2. miejsce
21. Steamboat Springs – 15 stycznia 1999 (Balet) – 2. miejsce
22. Steamboat Springs – 15 stycznia 1999 (Balet) – 3. miejsce
23. Heavenly Valley – 22 stycznia 1999 (Balet) – 3. miejsce
24. Heavenly Valley – 21 stycznia 2000 (Balet) – 2. miejsce
25. Ovindoli – 4 marca 2000 (Balet) – 3. miejsce

- W sumie 3 zwycięstwa, 13 drugich i 9 trzecich miejsc.